# Nişantaşı
Nişantaşı è un quartiere (in turco semt) del distretto di Şişli nella parte europea di Istanbul.
Comprende al suo interno le mahalle di Teşvikiye, Maçka, Osmanbey e Pangaltı ed è uno dei più esclusivi quartieri residenziali e commerciali della metropoli turca. La zona comprende negozi di abbigliamento, grandi magazzini, caffetterie, pub, ristoranti e locali notturni e Abdi İpekçi Caddesi è la via dello shopping più cara della Turchia.

## Storia

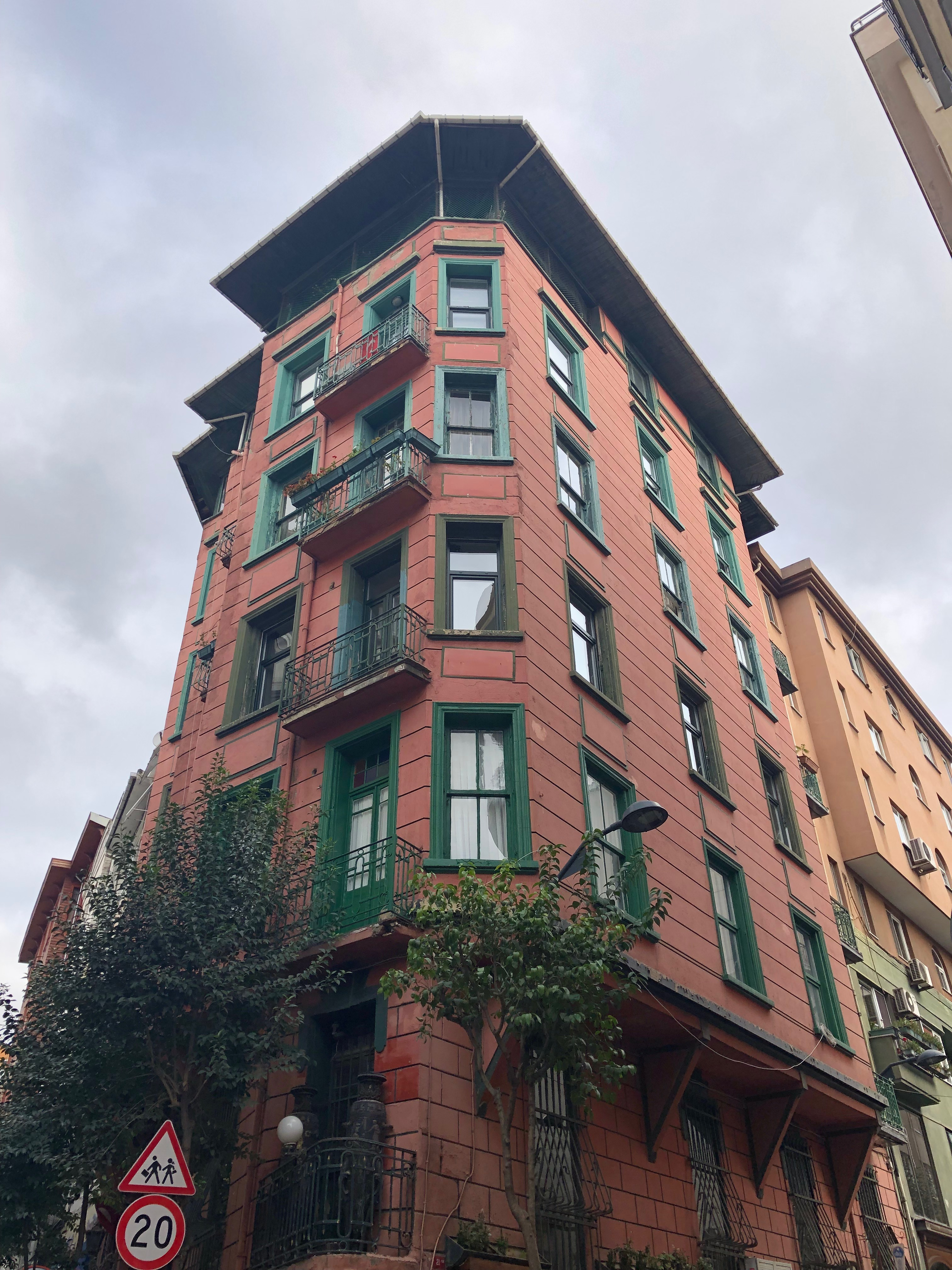
Appartamenti Sütçüoğlu

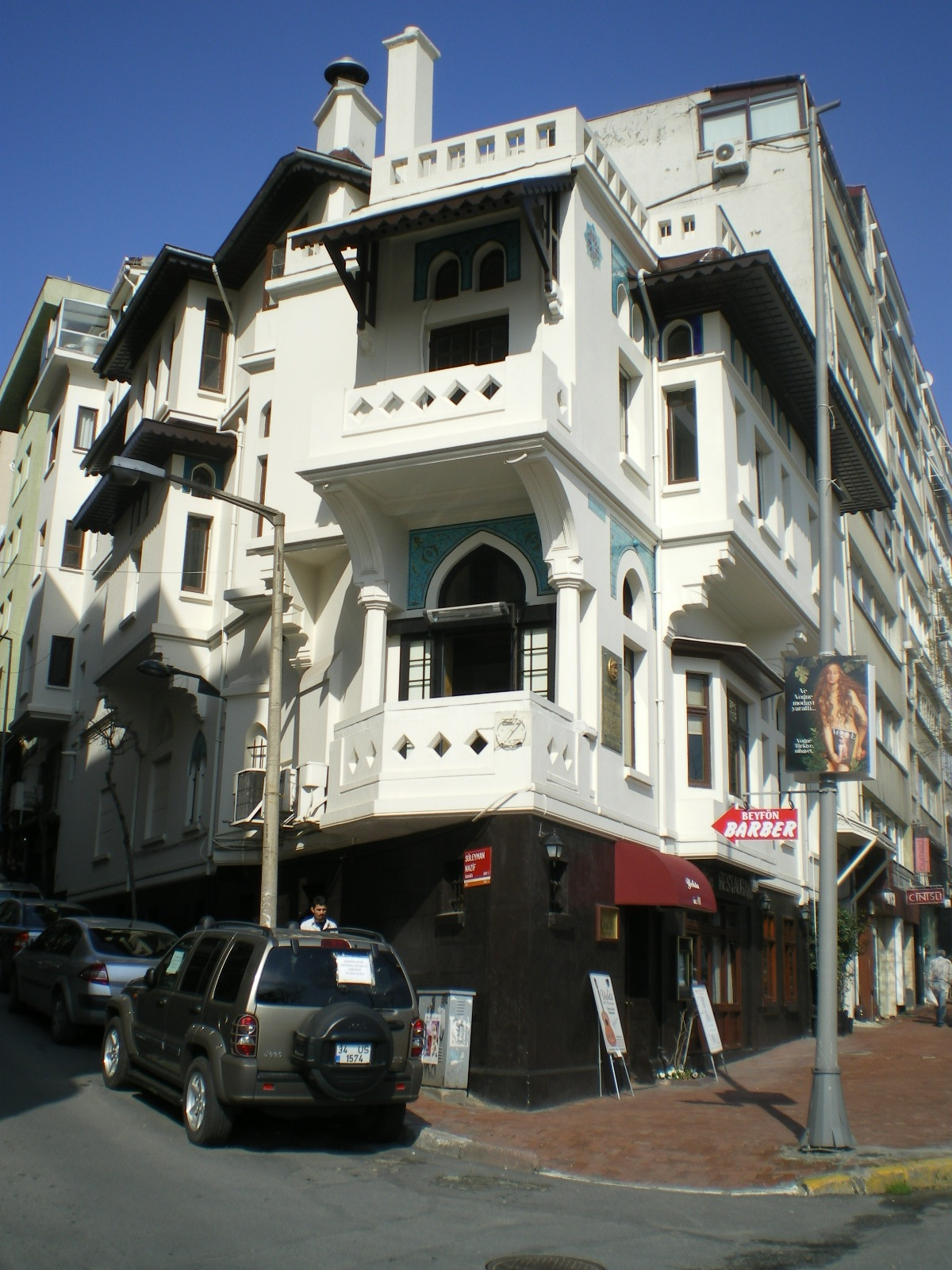
Casa di Vedat Tek

Nişantaşı fu fondata alla metà del XIX secolo dal sultano ottomano Abdülmecid I, che fece erigere due obelischi per definire i punti di inizio e fine del quartiere. Ordinò la costruzione della stazione di polizia di Teşvikiye in stile neoclassico e la moschea Teşvikiye in stile neo-barocco, incoraggiando i cittadini di Istanbul a stabilirsi nella zona (da qui il nome Teşvikiye, che significa incoraggiamento in turco ottomano).
La parola Nişantaşı significa letteralmente "Pietra di mira" in turco. Le pietre di mira furono erette nel periodo ottomano per contrassegnare i record di tiro con l'arco degli arcieri e dei sultani ottomani. Alcune di queste pietre di mira, che hanno la forma di piccoli obelischi e recano iscrizioni turche ottomane, si trovano ancora sui marciapiedi di Nişantaşı come monumenti del passato. Le iscrizioni forniscono informazioni sulla data, il tiratore e la distanza alla quale era stata lanciata la freccia.
Dopo le guerre balcaniche del 1912-1913, molti turchi della Macedonia, in particolare di Salonicco (Selânik, che fu una metropoli ottomana fino al 1912), si stabilirono nel quartiere Nişantaşı di Istanbul, compresa la famiglia del famoso poeta turco Nâzım Hikmet. Oltre ai turchi, il quartiere aveva anche importanti comunità ebraiche greche, armene e levantine.
L'edificio della Scuola superiore tecnica di Maçka (Maçka Akif Tuncel Teknik ve Endüstri Meslek Lisesi) venne originariamente costruito dagli italiani per diventare la nuova ambasciata del paese a Istanbul. Tuttavia, quando Ankara divenne la nuova capitale della Turchia nel 1923, l'edificio fu donato alla Repubblica turca e da allora è stato utilizzato come scuola. Ci sono tre scuole primarie pubbliche sul viale Nişantaşı (scuola primaria Nilüfer Hatun, scuola primaria Çiftçi e scuola primaria Maçka) e due scuole superiori pubbliche (scuole superiori Rüştü Uzel e Nuri Akın). Nişantaşı comprende anche la prestigiosa Feyziye Mektepleri Vakfı Işık Okulları (Fondazione delle scuole Feyziye Işık), che è una scuola privata comprendente nel suo campus scuola materna, scuola elementare e scuola superiore. La scuola venne fondata nel 1885 come Scuola primaria Şemsi Efendi nella città ottomana di Selânik (Mustafa Kemal Atatürk, fondatore e primo presidente della Repubblica di Turchia, fu uno studente della scuola). In questa zona si trovano anche alcuni edifici delle facoltà dell'Università di Istanbul e dell'Università di Marmara.
Molti Dönmeh si sono trasferiti nell'area da Salonicco dopo lo scambio di popolazione greco-turca, perché erano musulmani e lo scambio di popolazione era basato sulla religione. Quando arrivarono per la prima volta a Nişantaşi, si stabilirono in case greche abbandonate. Molti dei loro discendenti vivono ancora a Nişantaşi, dove costituiscono una comunità molto unita.

## Oggi
Nişantaşı oggi è un quartiere dello shopping d'élite e un'area residenziale ricca che ospita molti creativi. Il quartiere ha fatto da sfondo a diversi romanzi dello scrittore turco premio Nobel Orhan Pamuk, residente nel quartiere. Nişantaşı ha la più grande comunità di residenti stranieri a Istanbul dopo Taksim e Cihangir.

## Distanza dai distretti maggiori
- Taksim: 10 minuti
- Beşiktaş: 10 minuti
- Kadikoy: 25 minuti
- Bakırköy: 30 minuti
- Levent: 20 minuti
- Sarıyer: 30 minuti
- Nuovo aeroporto: 40 minuti

## Galleria d'immagini

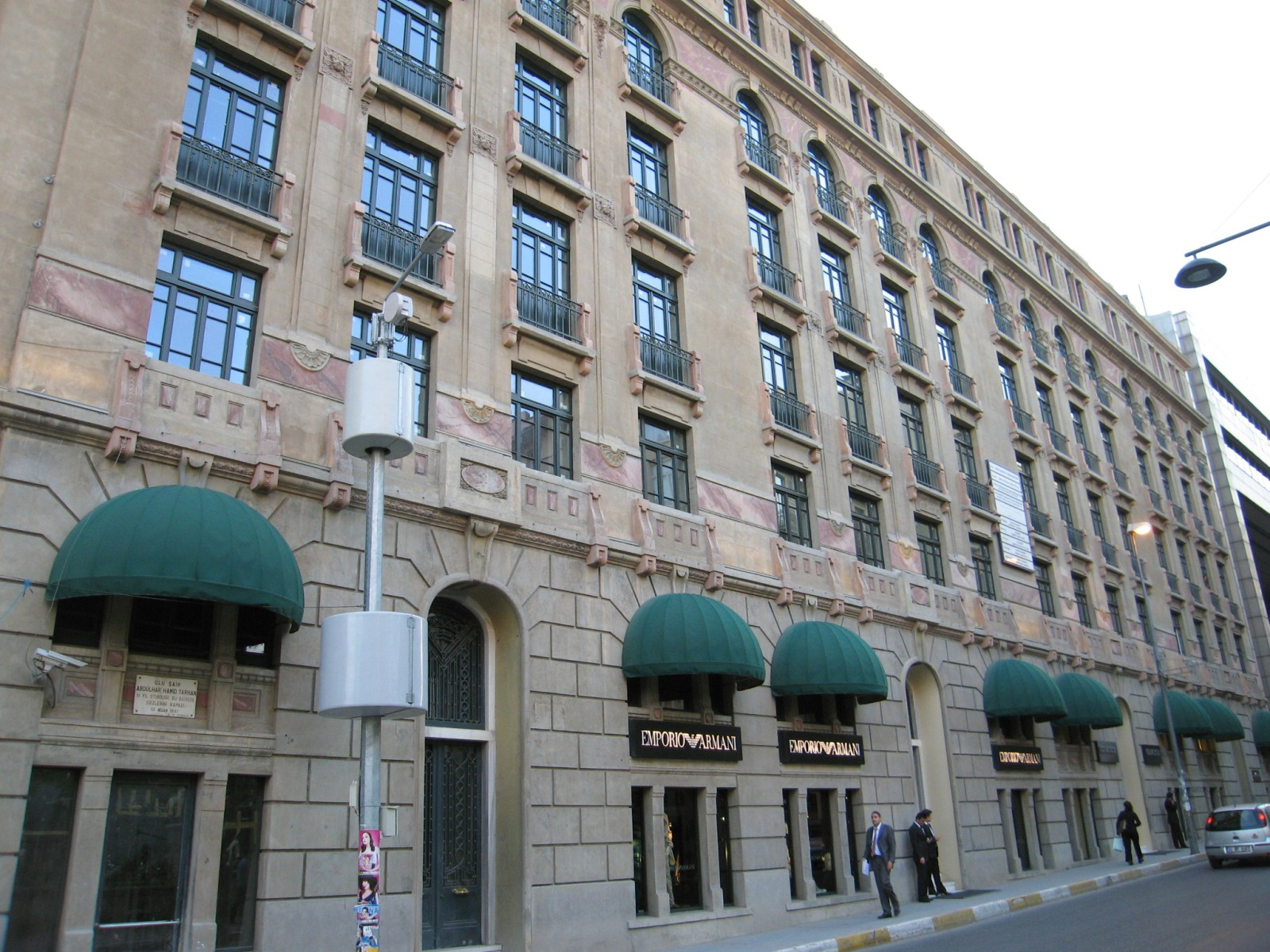
Palazzo Maçka (1922) disegnato da Giulio Mongeri, ospita i negozi Emporio Armani, Armani Café e Gucci
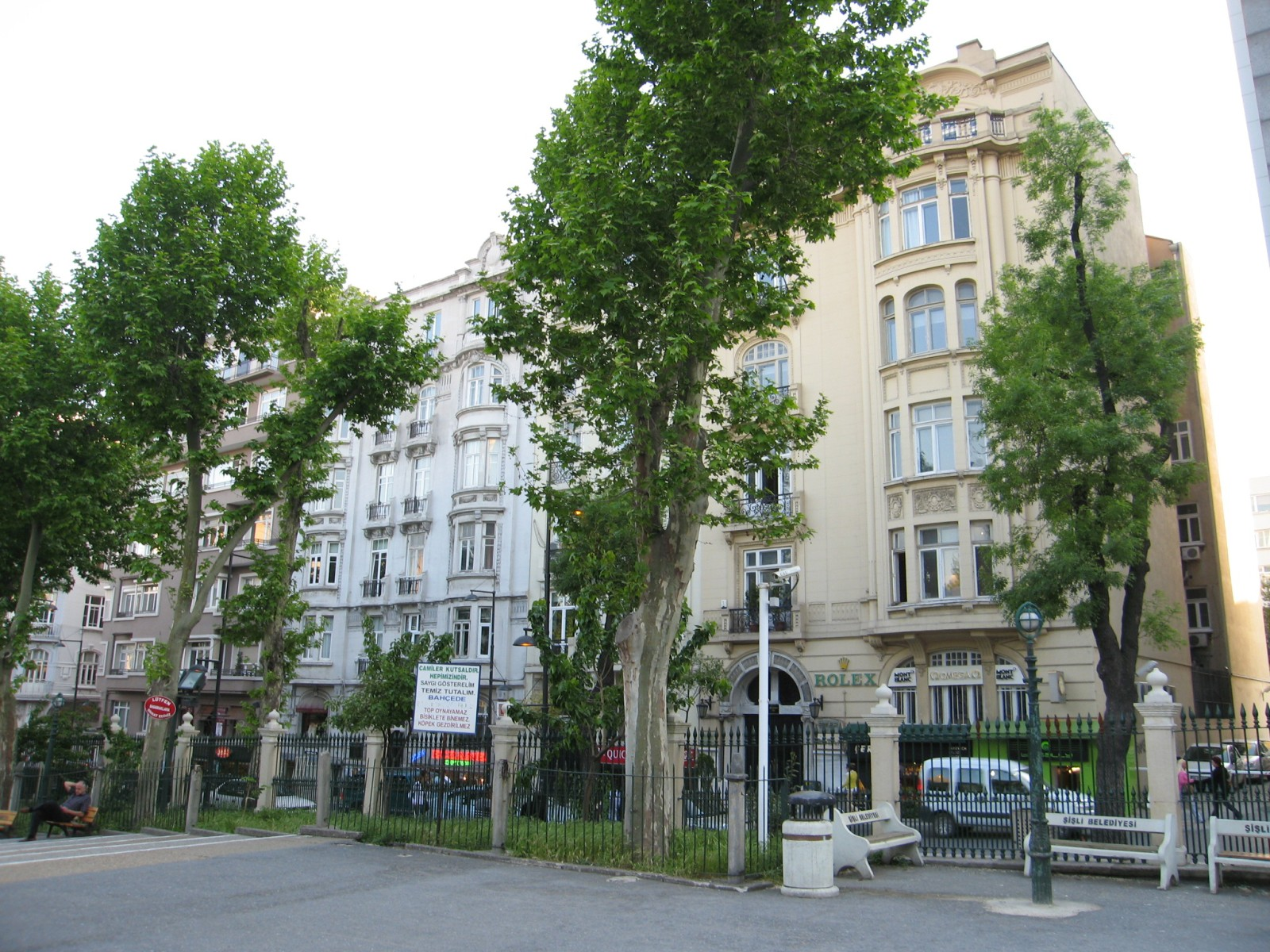
Condomini in stile Art Nouveau
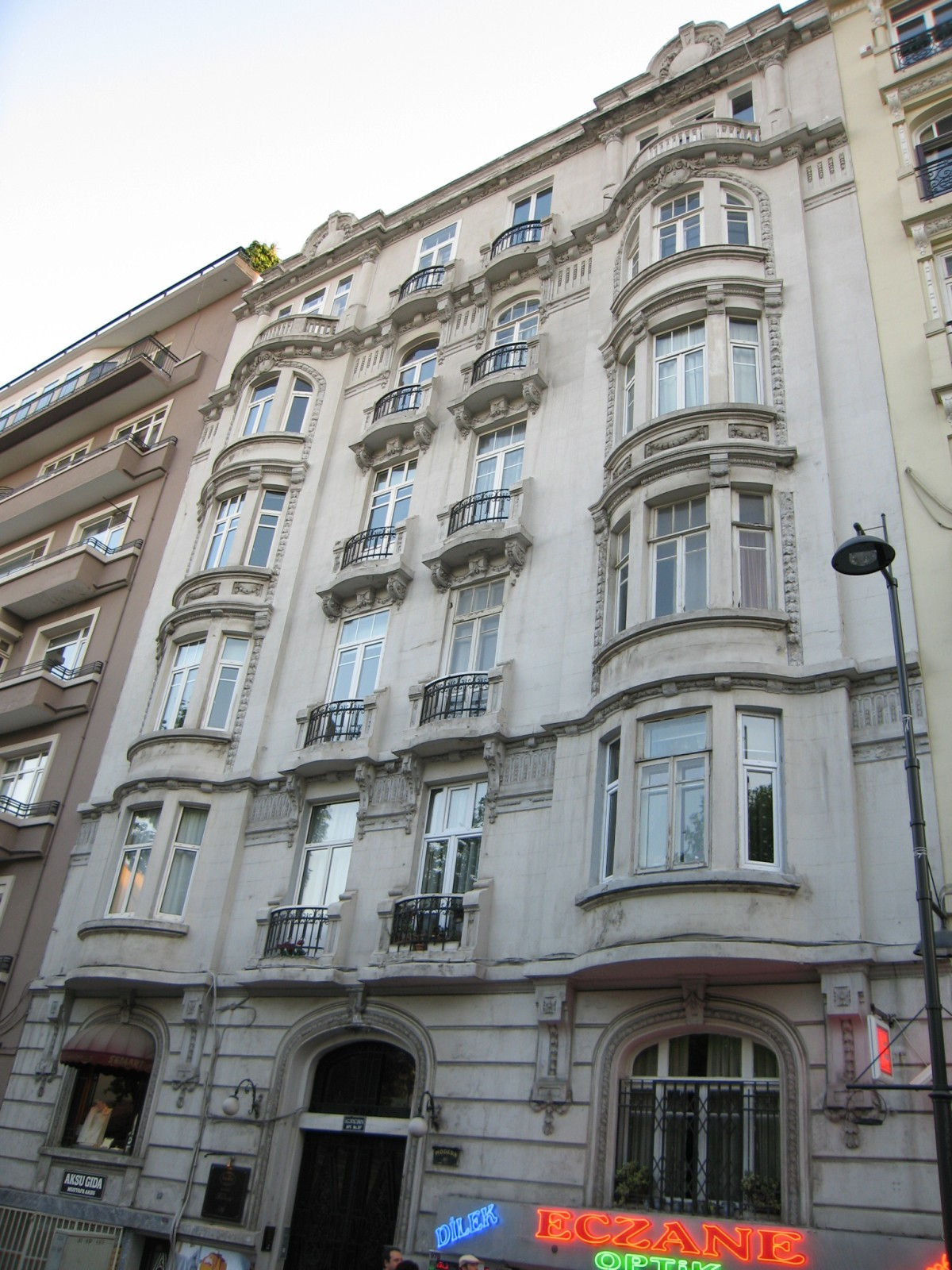
Condomini in stile Art Nouveau
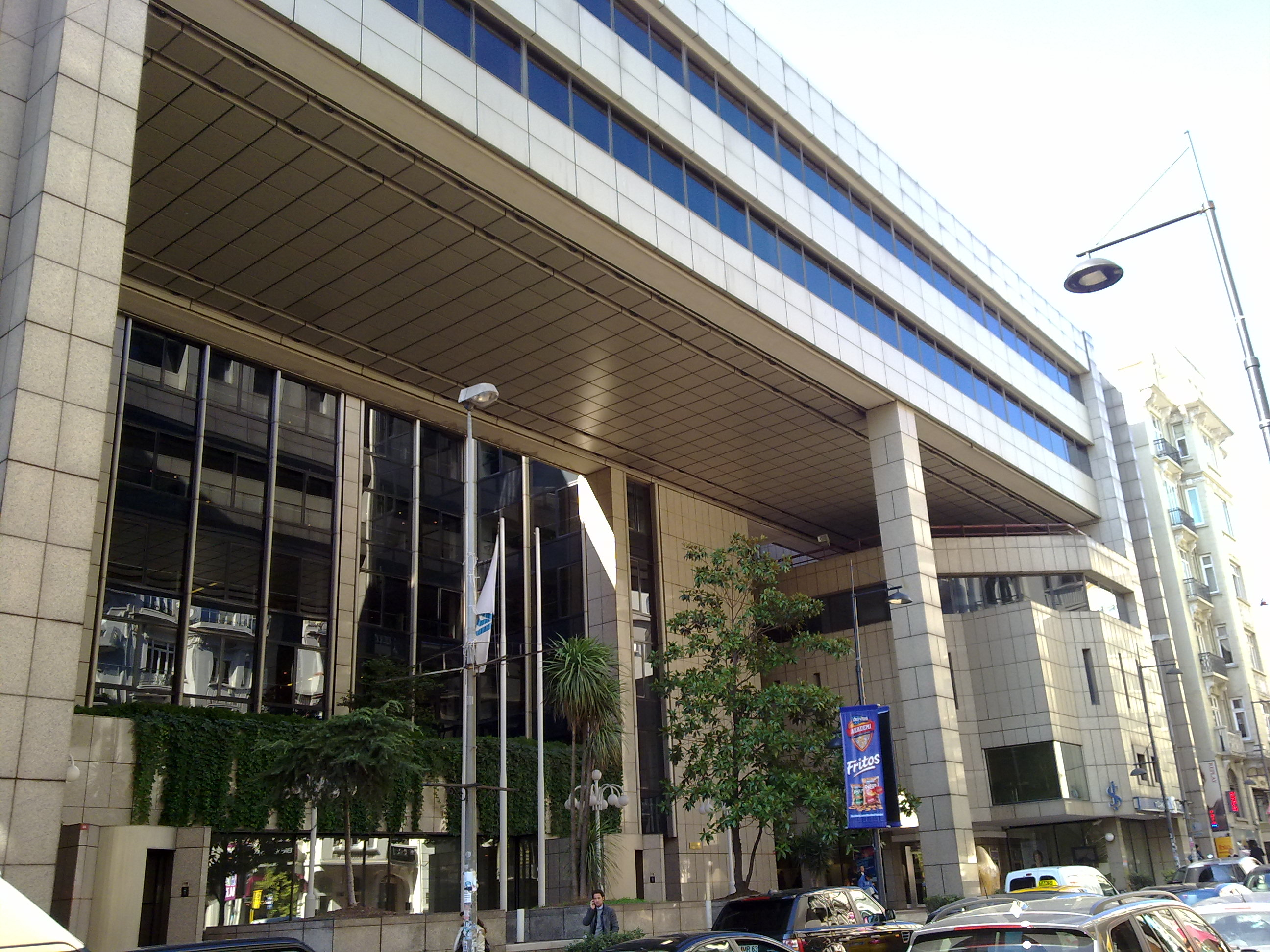
Edificio Millî Reasürans
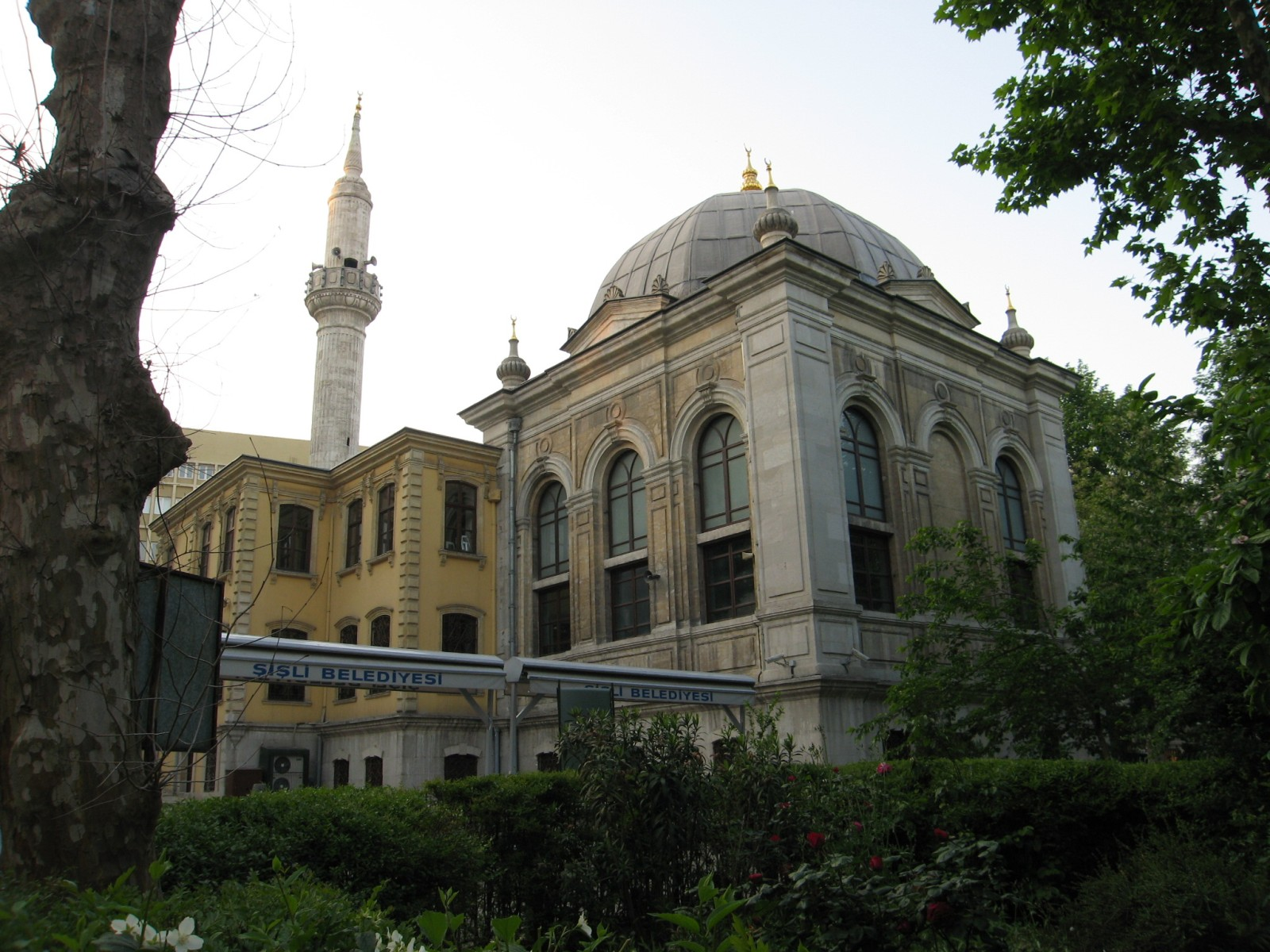
Moschea Teşvikiye
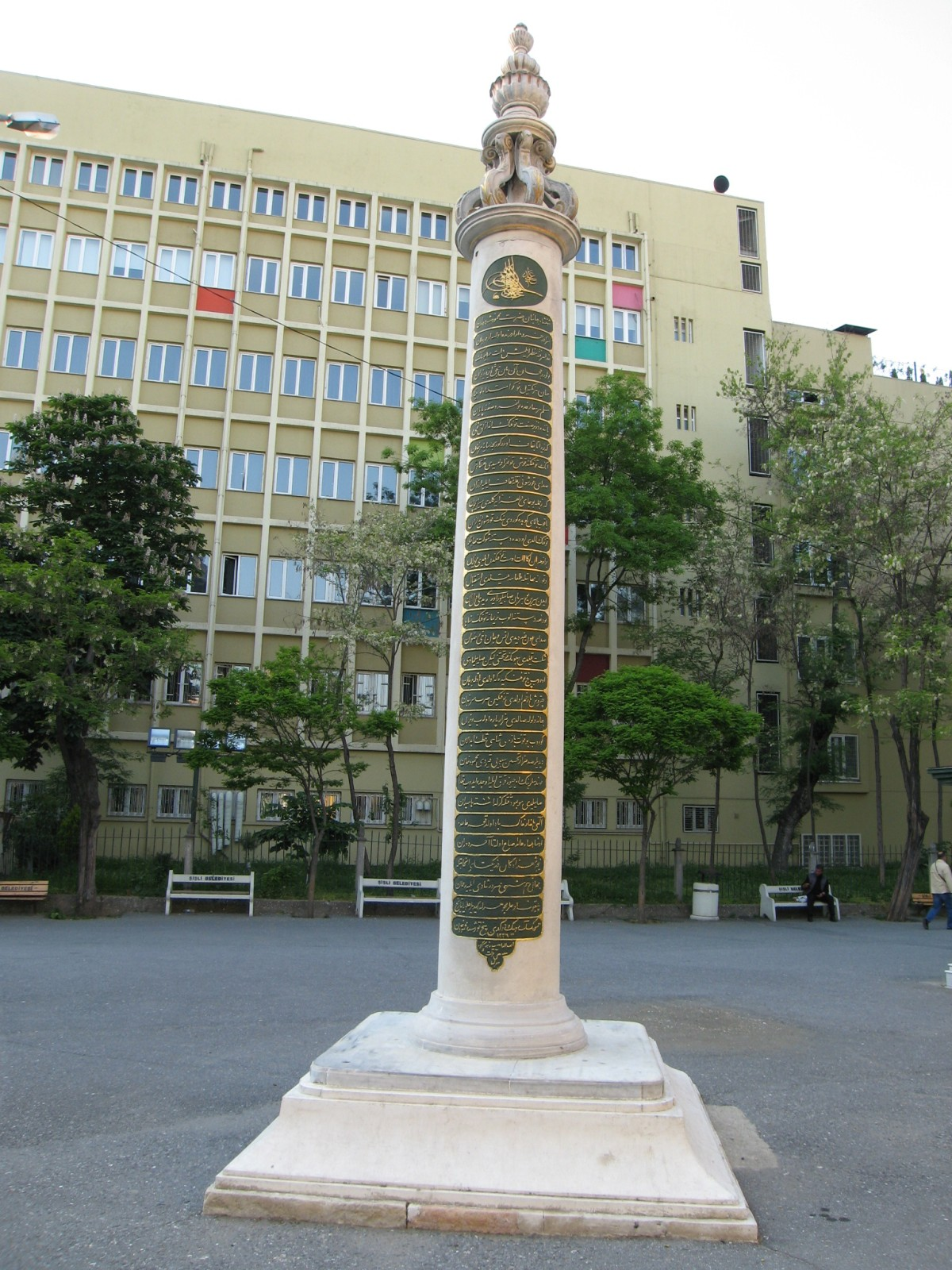
Una delle due pietre di tiro con l'arco nel cortile della moschea Teşvikiye
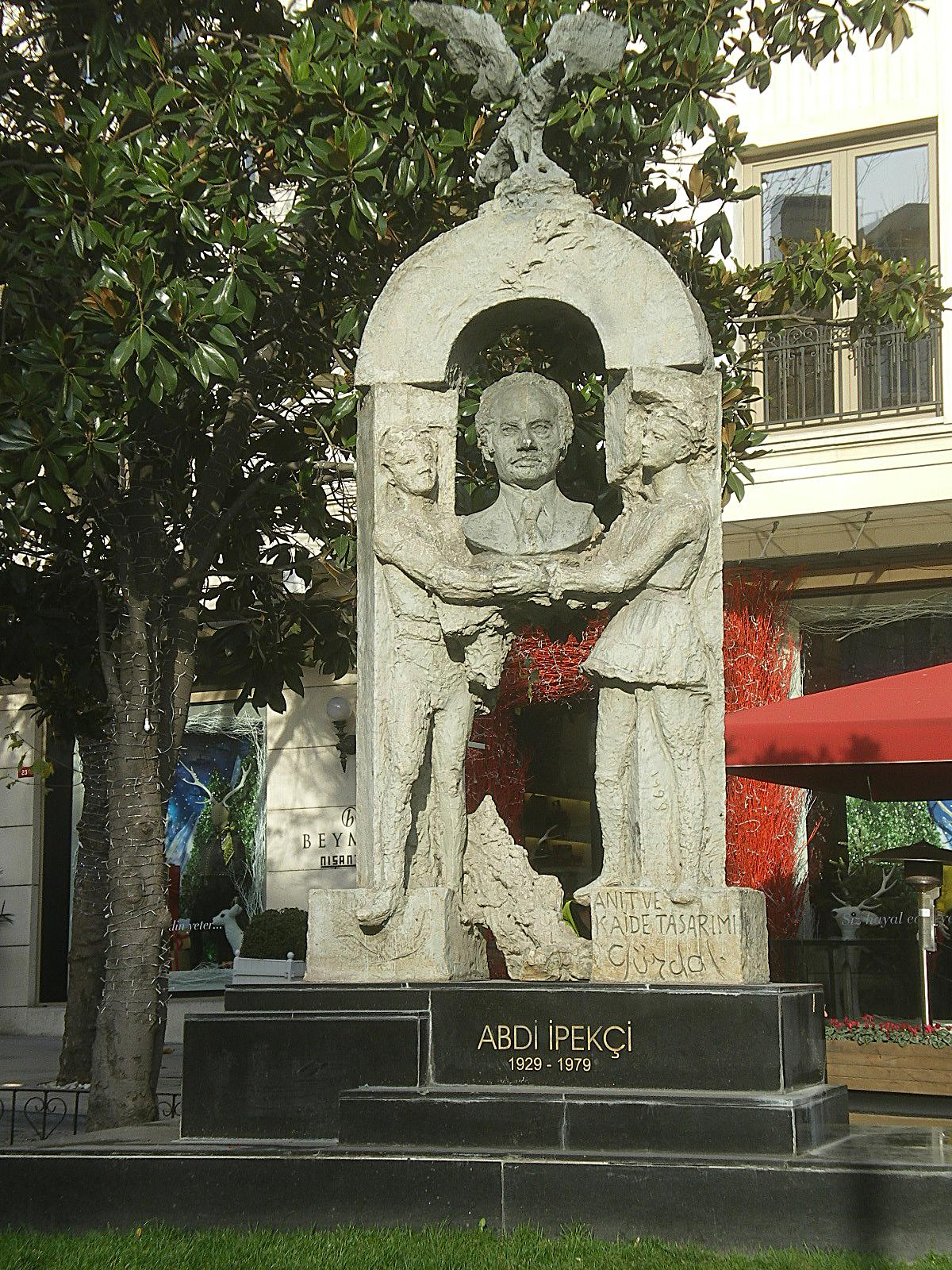
Monumento ad Abdi İpekçi